# Дніпропетровський районний благочинницький округ Дніпропетровської єпархії УПЦ (МП)
Дніпропетровський районний благочинницький округ належить Дніпропетровській єпархії Української православної церкви (МП). Благочиння охоплює 25 церковних громад єпархії в у колишньому Дніпровському районі Дніпропетровської області.
Дніпропетровський благочинницький округ утворений в 1993 році.
Через масове руйнування храмів більшовиками, збереглися два старих храми:
- Свято-Вознесенський в селі Миколаївка
- Свято-Успенський храм у селі Горянівка, побудований на кошти жителів під час епідемії малярії для спільних молитов Богу про припинення хвороби. Завдяки благодійникам і парафіянам храм відновлений, добудована до нього дзвіниця, що сповіщає про відродження святині.

Багато парафій розташовуються в будівлях, перебудованих з житлових будинків, дитячих садків, шкіл.

## Храми Дніпровського районного благочинницького округу

### Правобережжя

#### Новоолександрівська сільська громада
1. Храм Святителя Феодосія Чернігівського в Новоолександрівці, вулиця Сурська, 70; 1999 відкрито служіння у колишньому сільському клубі біля будинку сільради; закінчений 2004 року[1];
2. Свято-Покровський храм у Новоолександрівці, вулиця Осіння, 20; закінчений 2015 року[1];
3. Храм Святого Архістратига Божого Михаїла у Волоському, вулиця Поштова, 4а;
4. Храм Святого Архістратига Божого Михаїла у Старих Кодаках, вулиця Паркова, 23;
5. Храм Святителя Іоасафа Білгородського у Дослідному, вулиця Наукова, 34а;
6. Свято-Миколаївський храм у Дорогому

#### Сурсько-Литовська сільська громада
1. Свято-Троїцький храм у Сурсько-Литовському, вулиця Ізвіліста, 38;
2. Трьох-Святительський храм у Новомиколаївці, вулиця Залізнична, 10; закладено фундамент.

#### Миколаївська сільська громада
1. Свято-Вознесенський храм у селі Миколаївка, вулиця Центральна, 124-Б; побудований в 1905 році донськими і запорізькими козаками, пережив храм 40 років ганьби, а в 1990 році на відновлення зруйнованого храму Архієпископ Дніпропетровський і Запорізький Варлаам (Іллющенко) пожертвував з особистих заощаджень 15 тисяч карбованців;

### Лівобережжя

#### Підгороднянська міська громада
1. Храм Різдва Іоанна Хрестителя, вулиця Робоча, 4а; зведено новий храм на згадку про зруйнований більшовиками;
2. Храм Покрови Пресвятої Богородиці, вулиця Поштова, 14;
3. Свято-Іоанно-Богословський храм, вулиця Центральна, 43.

#### Обухівська селищна громада
1. Свято-Миколаївський храм в Обухівці;
2. Храм Святих мучениць Віри, Надії, Любові та матері їх Софії в Обухівці, вулиця Центральна, 48;
3. Храм Воздвиження Чесного і Животворячого Хреста Господня, вулиця Вознесенська, 142; з боковим вівтарем на честь Василія Великого. Храм збудовано на місці зруйнованого в Обухівці;
4. Свято-Успенський храм у Горянівському.

#### Слобожанська селищна громада
1. Храм ікони Божої Матері «Призри на смирення» у Слобожанському, вулиця Калинова, 1а;
2. Храм преподобних Антонія і Феодосія Києво-Печерських у Слобожанському, вулиця Героїв України, 23;
3. Храм Святителя Іоанна Золотоуста у Слобожанському, вулиця Харківська, 10а;
4. Свято-Троїцький храм у Балівці, вулиця Центральна, 126;
5. Храм Святителя Марка в Партизанському, вулиця Центральна, 3/62;
6. Храм Воскресіння Господнього в Олександрівці, вулиця Тополина.

#### Любимівська сільська громада
1. Свято-Миколаївський храм у Любимівці.

#### Чумаківська сільська громада
1. Свято-Преображенський храм у Чумаках, вулиця Центральна, 3;
2. Храм Святих Царствених мучеників у Зорі.